# Concoide de Durero

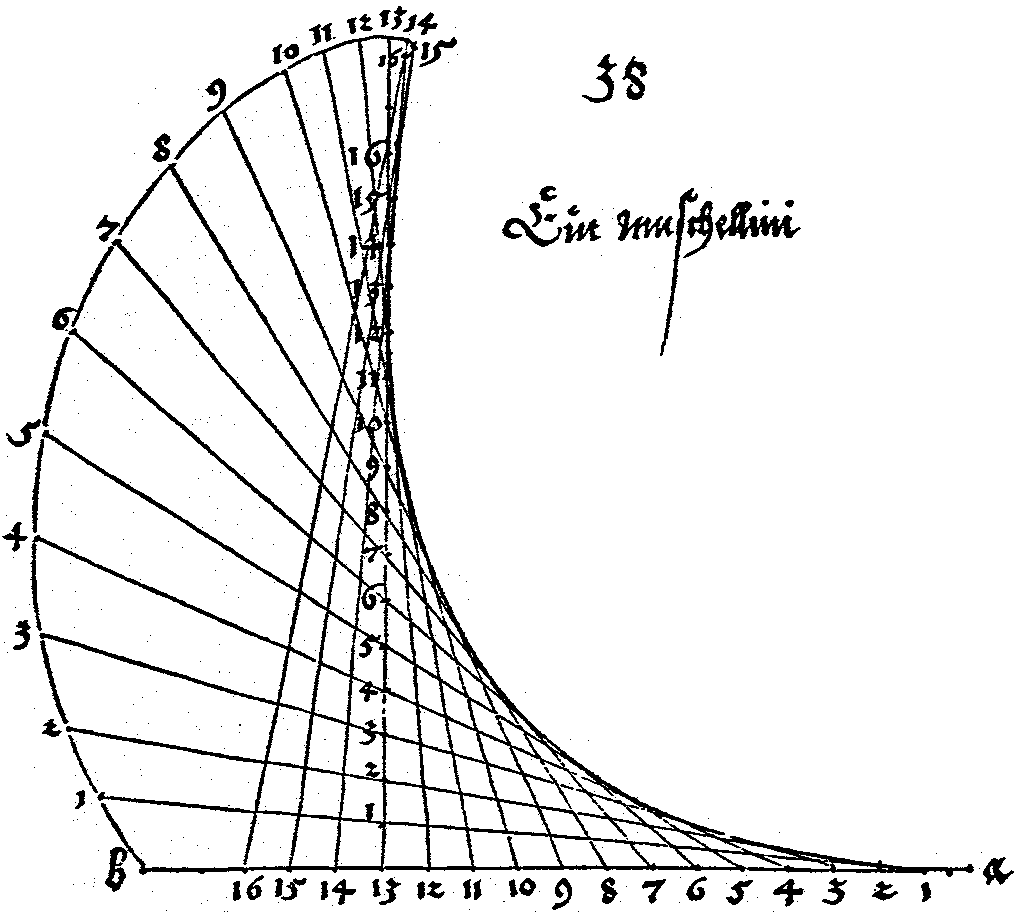
Concoide de Durero, ideada por el pintor alemán

La concoide de Durero (también llamado Dürer) es una variante de una concoide o curva algebraica plana, nombrada así en honor a Alberto Durero.  No es una concoide verdadera.

## Construcción
Se parte de dos rectas perpendiculares entre sí, con el punto de intersección O, que se consideran los ejes de coordenadas con origen O (0, 0). Sean los puntos Q = (q, 0) y R = (0, r), que se mueven sobre los ejes de tal manera que q + r = b sea una constante. En la recta QR, extendida según sea necesario, se marcan los puntos P y P' a una distancia fija a de Q. El lugar geométrico de los puntos P y P' es la concoide de Durero.

## Propiedades
La curva tiene dos componentes, asintóticos a las líneas {\displaystyle y=\pm a/{\sqrt {2}}}  Cada componente es una curva racional.  Si a>b  hay un bucle, si a=b  hay una cúspide en (0,a).
Los casos especiales incluyen:
- a=0: la línea y=0;
- b=0: la línea {\displaystyle y=\pm x/{\sqrt {2}}} se empareja con el círculo {\displaystyle x^{2}+y^{2}=a^{2}}

## Historia
Fue descrita por el pintor alemán y matemático Alberto Durero (1471@–1528) en su libro Underweysung der Messung (S. 38), llamándola Ein muschellini.